# Monica Bertolotti
Monica Bertolotti (Bologna, 10 aprile 1972) è una doppiatrice e direttrice del doppiaggio italiana.
Ha doppiato soprattutto personaggi d'animazione, fra cui la Nonna dei Looney Tunes a partire dal 1995, Molly de Le Superchicche e Corvina dei Teen Titans.

## Doppiaggio

### Film
- Alyson Hannigan in American Pie, American Pie 2, American Pie - Il matrimonio, American Pie: Ancora insieme
- Selma Blair in Hellboy, Hellboy: The Golden Army
- Nora-Jane Noone in Magdalene, The Descent - Discesa nelle tenebre
- Kareena Kapoor in Kyon Ki, Yaadein
- Scarlett Johansson in Ghost World
- Penélope Cruz in The Good Night
- Daryl Hannah in Martin il marziano
- Zenzele Uzoma in A morte Hollywood
- Clea DuVall in The Faculty
- Rosario Dawson in Josie and the Pussycats
- Kerry Washington in L'ultimo re di Scozia
- Natasha Lyonne in Scary Movie 2
- Mélanie Thierry in La leggenda del pianista sull'oceano
- Erica Vittina Phillips in 40 anni vergine
- Telisha Shaw in Step Up 2 - La strada per il successo
- Natalie Press in Red Road
- Emily Bergl in Carrie 2 - La furia
- Cindy Roubal in The Badge - Inchiesta scandalo
- Bianca Lopez in Pretty Princess
- Rini Bell in The Terminal
- Amanda Symonds in La fattoria degli animali
- Jennifer Jostyn in La casa dei 1000 corpi
- J.D. Daniels in Stoffa da campioni
- Alexandra Lamy in Ricky - Una storia d'amore e libertà
- Elena Anaya in Lucía y el sexo
- Violeta Pérez in Princesas
- Joana Preiss in Ma mère
- Ilka Welz in Desiderio
- Arsinée Khanjian in Exotica
- Anna Blomeier in Requiem
- Zubaida Sahar in Osama
- Amanda Detmer in Un Natale in California
- Yuliya Vysotskaya in La casa dei matti
- Nuria de la Fuente in Natale sul Nilo
- Danielle Hollenshade in Natale a Miami
- Anne Hathaway in Appuntamento con l'amore
- Sasha Sofie Lund in Festa di fine estate
- Julie Cohen in C'era una volta in America (ed. 2003)
- Stephanie Beatriz in Pee-wee's Big Holiday

### Film d'animazione
- Nonna in Bugs Bunny: Cercasi coniglietto pasquale (ridoppiaggio), Space Jam, Titti turista tuttofare, Looney Tunes: Back in Action, Canto di Natale - Il film natalizio dei Looney Tunes, Space Jam: New Legends, Re Titti
- Nozomi Yumehara/Cure Dream in Yes! Pretty Cure 5 - Le Pretty Cure nel Regno degli Specchi e Yes! Pretty Cure 5 GoGo! - Buon compleanno carissima Nozomi
- Corvina in Teen Titans Go! Vs. Teen Titans, Teen Titans Go! - Il film
- Zuma in PAW Patrol - Il film, PAW Patrol - Il super film
- Piperita Patty  in Buon viaggio, Charlie Brown (ed. 1987)
- Iridella in Iridella e il ladro di stelle
- Meilin Li in Red
- Danny in Rover e Daisy
- Nerdluck Bang in Space Jam
- Spicciola in La Freccia Azzurra
- Vitani da adulta ne Il re leone II - Il regno di Simba
- Molly ne Le Superchicche - Il film
- Boh ne La città incantata
- Hakuryu in Saiyuki Requiem
- Hinata in Pretty Cure Max Heart 2 - Amici per sempre
- Delancey in My Scene Goes Hollywood
- Nadai ne Gli Smile and Go e il braciere bifuoco
- Savania ne Gli Straspeed a Crazy World
- Fiorellina in My Little Pony - La passeggiata della principessa
- Chypre in HeartCatch Pretty Cure! - Un lupo mannaro a Parigi
- Jibanyan in Eiga Yo-kai Watch: tanjō no himitsu da nyan!
- Magma ne I primitivi
- Kotaro in Sword of the Stranger
- Diamante Bianco in  Steven Universe: il film
- Wild in The Seven Deadly Sins: Cursed by Light

### Serie televisive
- Raquel Rojas e Silvana Arias in Grachi
- Katie Johnston ne La sfida di Artù
- Heather Graham in Ci siamo anche noi
- Teri Copley in Ho sposato una Playmate
- Zelda Harris in Clover
- Kristin Bauer van Straten in Così è la vita
- Kellie Shanygne Williams in Otto sotto un tetto
- Jessica Chaffin in Zoey 101
- Asia Vieira in Tucker e Becca, nemici per la pelle
- Cherie Johnson in Punky Brewster
- April Lerman e Josie Davis in Baby Sitter
- Ross Bagley in Willy, il principe di Bel-Air
- Nadia Nascimento in Animorphs
- Susan Chang in Dharma & Greg
- Kara Brock in Strepitose Parkers
- Tyffany Hayes in Sweet Valley High
- Tisha Campbell-Martin in Linc's
- Charlayne Woodard in Chicago Hope
- Miklos Perlus in La strada per Avonlea
- Jenny Beck in Paradise
- Richard Ian Cox in Black Stallion
- Anika Noni Rose in The No. 1 Ladies' Detective Agency
- Jane Harber in Underbelly
- Andrea Duro in Fisica o chimica
- Paula Burlamaqui in Histoire d'O
- Donia Ben-Jemia in Un ciclone in convento
- Juana Acosta in Genesis
- Kate Todd in Radio Free Roscoe
- Synnøve Karlsen ne I Medici
- Alexander Kniffin in Quando si ama
- Andrea Duro ne Il segreto
- Susana Posada in Chica vampiro
- Eiza González in Sueña conmigo
- Belén Scalella in El refugio

### Serie animate
- Nonnina in Looney Tunes e Merrie Melodies (riediz. 1995), I misteri di Silvestro e Titti, Baby Looney Tunes, The Looney Tunes Show, New looney tunes, Looney Tunes Cartoons, Tiny Toons Looniversity
- Molly in Le Superchicche, PPG Z - Superchicche alla riscossa e The Powerpuff Girls
- Silvestrino ed Henery Hawk in Looney Tunes e Merrie Melodies (riediz. 1995)
- Jo in A tutto reality - La vendetta dell'isola e A tutto reality - All-Stars
- Happy in Fairy Tail, Fairy Tail: 100 Years Quest
- Corvina in Teen Titans, Teen Titans Go!
- Nozomi Yumehara/Cure Dream in Yes! Pretty Cure 5 e Yes! Pretty Cure 5 GoGo!
- Quarzo Fumé, Vidalia (da giovane), Alexandrite, Acquamarina, Topazio e Diamante Bianco in Steven Universe
- Zia Pig (2ª voce), Madame Gazzella (2ª voce) e Suzy Pecora (3ª voce) in Peppa Pig
- Charles e Mambo in Duckman
- Babysitter di Ben e Scienziata nella fiera del cibo in Ben 10
- Wren in Craig
- Iridella in Iridella
- Twyla in Monster High
- Howie in Chip and Potato
- Fievel Toposkovich in Le avventure di Fievel
- Casey in Ti voglio bene Denver
- Betty Cooper in Zero in condotta
- Qua in Quack Pack - La banda dei paperi
- Ken Ichijouji in Digimon Adventure 02
- Koichi Kimura in Digimon Frontier
- Black Star in Soul Eater
- Sei in Piccole principesse Lil'Pri
- A.J. in Due fantagenitori
- Zhou Xianglin in Code Geass: Lelouch of the Rebellion
- Chypre in HeartCatch Pretty Cure!
- Zonguri in Battle Spirits - Dan il Guerriero Rosso
- Baby Felix in Baby Felix & friends[2]
- Piccolo Panda in We Bare Bears - Siamo solo orsi
- Iris in Ruby Gloom
- Heloise in Jimmy Jimmy
- Numero 5 in Nome in codice: Kommando Nuovi Diavoli
- Todd Daring in The Replacements - Agenzia sostituzioni
- Mitilla in Fish Hooks - Vita da pesci
- Milo Powell/Capitan Flamingo in Capitan Flamingo
- Rekudah in Duel Masters
- Mark in Monster Buster Club
- Billy Smashenburn in Game Over
- Nikki Wong in 6teen
- Bokkun in Sonic X
- Archie in Piccoli canguri
- Billy e Jenny in Martin Mystère
- Margot ne Il nido
- Kinta ne I Vampiriani - Vampiri vegetariani
- Martin ne I misteri di Providence
- Shinnosuke Nohara in Shin Chan
- Pattie in Monster Allergy
- Alex Whitney in I Simpson
- Singhiale in Le incredibili avventure di Zorori
- Ricky in Shutendoji
- Nanami Jinnai in El-Hazard: The Magnificent World
- Paimon in Devichil
- Jakotsu in Inuyasha
- Taffy in Let's Go Taffy
- Alice in i pinguini di Madagascar
- Grace Lothon in Spike Team
- Noama in Rahan
- Zuma in PAW Patrol
- Sandy Dickson in Sanjay and Craig
- Cake in Adventure Time
- Testa di Pony in Marco e Star contro le forze del male
- Rico Brzenska in L'attacco dei giganti
- Vitani in The Lion Guard
- Destry in Kiseiju - L'ospite indesiderato
- Megara in House of Mouse - Il Topoclub
- Gaia in DuckTales
- William Glass in Inazuma Eleven
- Ragyō Kiryūin in Kill la Kill
- Dathura in Wakfu
- Sayaka Katahara in Kengan Ashura
- Noi in Dorohedoro
- Wild in The Seven Deadly Sins - Nanatsu no taizai
- Piperita Patty in Peanuts
- Kimberly MacDell in Big Mouth
- Cassandra Kiramman in Arcane
- Diaspro in Winx Club

### Videogiochi
- Nonna in Bugs Bunny e Taz in viaggio nel tempo[3]
- Telefono in Epic Mickey 2: L'avventura di Topolino e Oswald[4]
- Jake (skin Cake) in MultiVersus[5]
- Zuma in PAW Patrol World (2023)[6]